# BRD Bucarest Open 2014
Il  BRD Bucarest Open 2014 è stato un torneo femminile di tennis giocato sulla terra rossa. È stata la 1ª edizione del torneo che fa parte della categoria International nell'ambito del WTA Tour 2014. Si è giocato a Bucarest in Romania dal 7 al 13 luglio 2014.

## Partecipanti

### Teste di serie
| Giocatrice | Nazionalità      | Ranking* | Testa di serie |
| ---------- | ---------------- | -------- | -------------- |
| Romania    | Simona Halep     | 3        | 1              |
| Italia     | Roberta Vinci    | 21       | 2              |
| Rep. Ceca  | Klára Koukalová  | 32       | 3              |
| Italia     | Karin Knapp      | 47       | 4              |
| Germania   | Annika Beck      | 54       | 5              |
| Slovacchia | Anna Schmiedlová | 58       | 6              |
| Rep. Ceca  | Petra Cetkovská  | 62       | 7              |
| Slovenia   | Polona Hercog    | 63       | 8              |

* Ranking al 23 giugno 2014.

### Altre partecipanti
Le seguenti giocatrici hanno ricevuto una Wild card:
- Cristina Dinu
- Andreea Mitu
- Ioana Raluca Olaru

Le seguenti giocatrici sono passate dalle qualificazioni:

- Kiki Bertens
- Sesil Karatančeva
- Anett Kontaveit
- Elica Kostova

## Campionesse

### Singolare
Simona Halep ha sconfitto in finale  Roberta Vinci per 6-1, 6-3.
- È l'ottava vittoria in carriera per la Halep, la seconda nel 2014.

### Doppio
Elena Bogdan /  Alexandra Cadanțu hanno sconfitto in finale  Çağla Büyükakçay /  Karin Knapp per 6-4, 3-6, [10-5].